# 9th Ohio Infantry
Neuvième régiment d'infanterie de volontaires de l'Ohio
Le 9th Ohio Infantry (Die Neuner) est un régiment d'infanterie de l'armée de l'Union lors de la guerre de Sécession. Les membres du régiment étaient originellement des descendants d'émigrants allemands et l'unité est la première unité pratiquement entièrement germanophone (en) à entrer dans l'armée de l'Union.

## Organisation
Entre 1836 et 1860, quatre unités de la milice « allemande » sont constituées à Cincinnati, Ohio. Les unités (le début du 9th Ohio Volunteer Infantry-OVI) sont organisées à partir d'une centaine d'hommes qui se sont engagées volontairement pour servir en réponse à l'appel aux armes du président Abraham Lincoln et en conséquence par le gouverneur de l'Ohio William Dennison. Près de 1 500 hommes, pratiquement que des descendants d'émigrant allemands, s'engagent volontairement lors des trois premiers jours. Le colonel Robert L. McCook (en), un avocat local, entraîne et forme les nouveaux soldats au camp Harrison (en) et au camp Dennison (en), les deux près de Cincinnati.

## Commandement
Les officiers supérieurs présents le 23 avril 1861 sont :
- Colonel Robert L. McCook
- Lieutenant Colonel Karl Sonderson
- Major Frank Mattice
- Regt. Doctor Karl Krause
- Asst. Doctor Rudolph Wirth
- Adjutant August Willich

Gustav Bergmann, un enseignant de l'école publique de Cincinnati, est la première personne à s'enrôler dans l'unité. La ville a versé 250 000 dollars pour l'organisation de cette unité.

## Service
Le 9th Ohio Infantry joue un rôle important lors de la bataille de Rich Mountain le 11 juillet 1861, dont le résultat précipite la création de l'État de Virginie-Occidentale par scission de la Virginie(p24).

### Bataille de Carnifex Ferry
Le 9th Ohio Infantry participe à la bataille de Carnifex Ferry, qui s'est déroulée le 10 septembre 1861. Les pertes sont de huit hommes tués et deux blessés lorsque le régiment attaque le flanc gauche confédéré, défendu par le 36th Virginia Infantry.

## Pertes
Le régiment perd six officiers et 85 hommes du rang tués ou mortellement blessés pendant la période des trois années de service. Il perd aussi deux officiers et 60 hommes du rang par maladie, ce qui aboutit à une perte totale de 153 hommes.